# Бычков, Андрей Станиславович
Андрей Станиславович Бычков (род. 1954) — русский писатель-прозаик, сценарист и эссеист, преподаватель, психотерапевт.

## Биография
Родился в семье художника-авангардиста Станислава Бычкова. Окончил физический факультет МГУ и Высшие курсы сценаристов и режиссёров. Кандидат физико-математических наук (диссертация «Поверхностные гипер-ядерные состояния»). Учился на гештальт-терапевта в Московском гештальт институте. Практикующий психотерапевт. Автор и преподаватель оригинального творческого курса "Антропологическое письмо" (семинары  проходили на Курсах Литературного мастерства им. А. П. Чехова и М. А. Чехова, в центрах «Открытый мир», «Открытая реальность», в «Московской Школе Нового Кино», на арт-площадке "МОНОКИНОТЕАТР docu_meta").
Автор восемнадцати книг прозы и эссеистики  в России и пяти на Западе. Книги и отдельные рассказы выходили в переводах на английский, французский, сербский, испанский, венгерский, китайский и немецкий языки. Сценарий Бычкова «Нанкинский пейзаж» получил «Приз Эйзенштейна» немецкой кинокомпании «Гемини-фильм» и гильдии сценаристов России и Специальный Приз Международного Ялтинского кинорынка, а одноимённый фильм Валерия Рубинчика (2006) получил ещё три международные премии. Лауреат премии «Золотой Витязь — 2012» (Серебряный диплом) за сценарий «Великий князь Александр Невский».
Лауреат Международной Премии Русской литературы в Интернете «Тенета-1999».
Лауреат премии «Бродячая Собака-2009» Клуба Литературного Перформанса совместно с музеем «Зверевский Центр Современного Искусства».
Лауреат Международной литературной премии «The Franc-tireur Silver Bullet — 2014» (USA).
Лауреат премии «Нонконформизм 2014» (за роман «Олимп иллюзий»)
Финалист премий «Антибукер-2000» и «Нонконформизм-2010».Неоднократно номинировался на «Премию Андрея Белого» (номинаторы Юрий Мамлеев, Маргарита Меклина, Олег Аронсон, Владимир Малявин). Романы «На золотых дождях», "Олимп иллюзий"  и сборник рассказов "Все ярче и ярче" — выходили в финал «Премии им. Андрея Белого» (2015, 2018, 2021). Романы "Переспать с идиотом" и "Секс с фон Триером", а также курс лекций "Антропологическое письмо" были признаны лучшими книгами года (2019, 2022, 2024) по версии "Независимой газеты".
Пьеса «Репертуар» участник Международного фестиваля IWP (USA), поставлена на Бродвее («NYTW», 2001).
Учредитель литературной премии «Звёздный фаллос» («Звездохуй»).
«Андрей Бычков стал в последнее время культовой фигурой в литературном сообществе». («Независимая газета», 18.05.07)
В 2011 г. Андрей Бычков открывал Международную книжную ярмарку на Балканах (г. Херцог-Нови)

## Книги
- 1990 — Вниз-Вверх: Рассказы. — М.: Московский рабочий.
- 1994 — Peut-on compter sur le brouillard: Nouvelles. — Paris: Editions du Griot.
- 1994 — Peut-on compter sur le brouillard: Nouvelles. — Bruxelles: Editions les Eperonniers.
- 1996 — Чёрная талантливая музыка для глухонемых: Рассказы, роман. — М.: Книжный сад.
- 2000 — Тапирчик: Рассказы. — Тверь: Kolonna Publications.
- 2000 — Ловец: Избранная проза/ Послесл. В. Топорова. — М.: Издательство Независимая газета.
- 2004 — Дипендра: Роман, рассказы/ Предисл. Ю. Мамлеева. — Екатеринбург: Ультра. Культура.
- 2006 — Гулливер и его любовь: Роман, рассказы. — М.: Гелеос.
- 2006 — Б. О.Г.: Приче. — Vršac: KOV.
- 2010 — Нано и порно: Роман, рассказы. — М.: Гелеос.
- 2010 — Дипендра: Роман. — Vršac: KOV.
- 2013 — В бешеных плащах: Рассказы. — N.Y.: Franс-Tireur.
- 2015 — На золотых дождях: Роман. — М.: ЭКСМО.
- 2016 — Авангард как нонконформизм: Эссе, статьи, рецензии, интервью. — СПб.: Алетейя.
- 2017 — Вот мы и встретились: Рассказы. — М.: ЭКСМО.
- 2017 — Авангард как нонконформизм: Эссе, статьи, рецензии, интервью (2-е изд. испр. и доп.) — СПб.: Алетейя.
- 2018 — Олимп иллюзий: Роман. — СПб.: Алетейя.
- 2019 — Переспать с идиотом: Роман. — СПб.: Алетейя.
- 2020 — Тот же и другой: Роман. — СПб.: Алетейя.
- 2020 — ПЦ постмодернизму: Роман, рассказы. — Е.: Издательские решения/Импринт "Литературное бюро Натальи Рубановой".
- 2021 — Все ярче и ярче: Рассказы. — СПб.: Алетейя.
- 2022 — Лучше Ницше, чем никогда: Эссе, статьи, рецензии, интервью. — СПб.: Алетейя.
- 2022 — Секс с фон Триером: Роман. — СПб.: Jaromir Hladik Press.
- 2024 — Антропологическое письмо: Курс лекций и семинаров с выпускниками Московской Школы Нового Кино и Литературных курсов им. А.П. и М.А. Чеховых. — СПб.: Алетейя.